# Абай (Жетисайський район)
Аба́й (каз. Абай) — село у складі Жетисайського району Туркестанської області Казахстану. Адміністративний центр сільського округу Жолдасбая Єралієва.
У радянські часи село називалось Отділення №2 совхоза 30-ліття Октября.
Населення — 1713 осіб (2021; 1366 у 2009, 1159 у 1999, 1084 у 1989).